# Eduard Duckesz

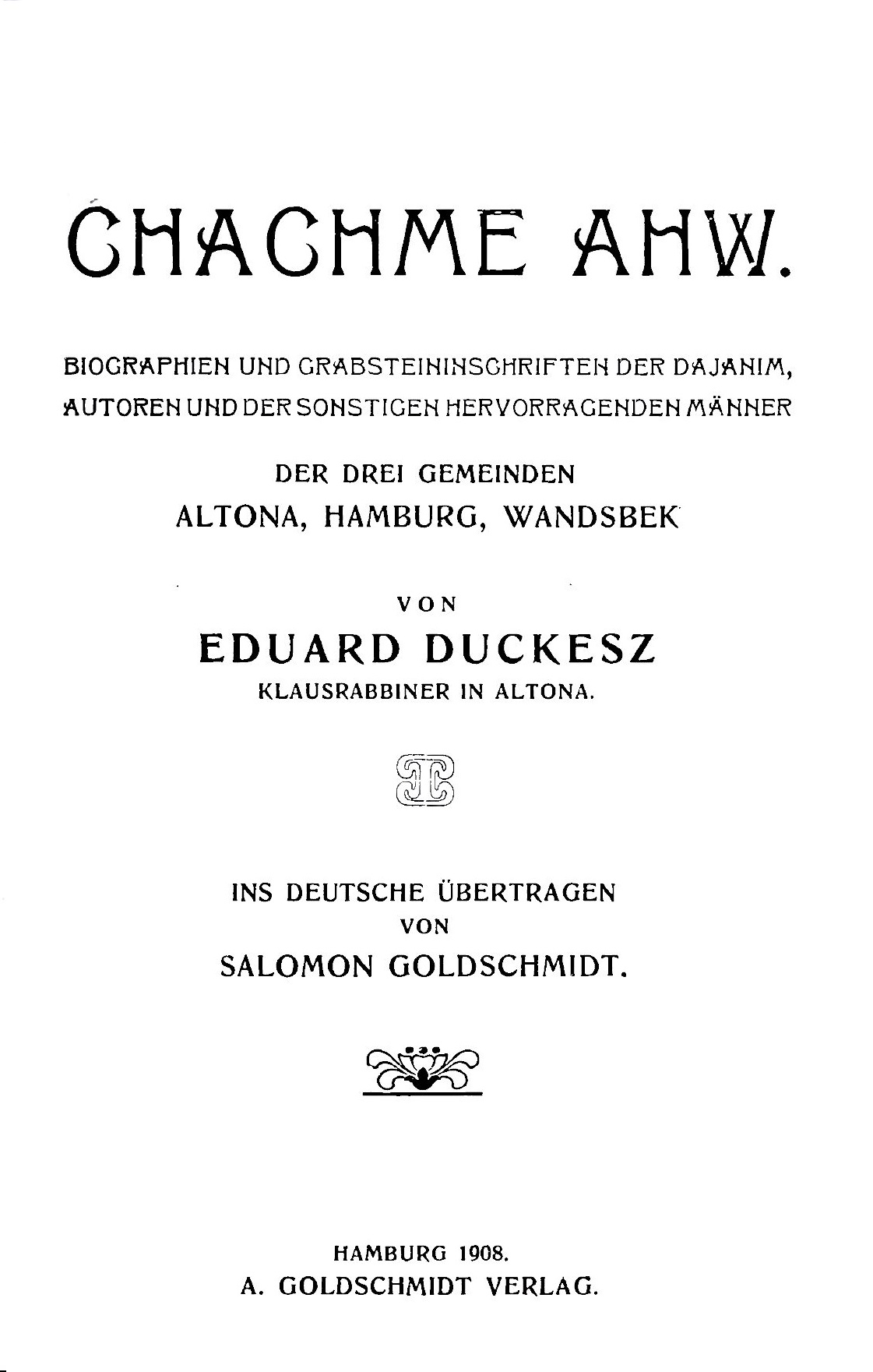
Titelseite Chachame AHW, 1908

Eduard Duckesz (geboren am 3. August 1868 in Szelepcsény; ermordet am 6. März 1944 im Konzentrationslager Auschwitz) war ein Rabbiner in Hamburg-Altona.

## Leben

### Familie
Eduard Jecheskel (Enoch Isidor) Duckesz, Sohn der Kaufleute Yosef und Tereza Duckesz, kam 1891 nach seiner Ausbildung an der orthodoxen Jeschiwa Moses Sofers in Pressburg, die er von 1881 bis 1891 besuchte, in das damals noch selbständige Altona, wo er mit 22 Jahren zum Dritten Klausrabbiner an der Klaus des Issachar Bär Hakohen berufen und zum Mitglied des Rabbinatsgericht bestimmt wurde. Er war verheiratet mit Eva Sasl/Saxl, die 1868 im tschechischen Boskowitz geboren wurde und mit der er fünf Kinder hatte: Leo/Jehuda (geb. 1894), Hanna (geb. 1895), Max/Mordechai (geb. 1896), Michael (geb. 1902) und Esther (geb. 1904), später verheiratet mit Abram Rosental (1906–1941), der als Offizier der Roten Armee in Charkow ums Leben kam.

### Rabbiner in Altona und Hamburg
Eduard Duckesz war von 1891 bis 1939 Dritter Klausrabbiner und Dajan in Altona. 1906 wurde er zum Haupt-Klausrabbiner ernannt. Im Ersten Weltkrieg war er Garnisonsrabbiner und Verweser des Oberrabbinats von Altona und des Landesrabbinats von Schleswig-Holstein. Seit 1918 war er Rabbinatsassessor am Oberrabbinat in Altona und zusammen mit Jacob B. Cohen Klausner an der Abraham-Sumbel-Klaus sowie Dozent im Jugend-Lernverein Jessaudei Tauroh. Nachdem 1936 der Altonaer Oberrabbiner Joseph Carlebach zum Oberrabbiner der Hamburger Gemeinde gewählt worden war, übernahm Eduard Duckesz für kurze Zeit die religiöse und geistliche Leitung der Altonaer Gemeinde. Zusammen mit dem Rabbiner Jacob B. Cohen und dem neu gewählten Oberrabbiner Theodor Weisz leitete er auch den Beth Din. Er veröffentlichte zahlreiche Studien in Zeitschriften und Kalendern wie dem Jahrbuch der Jahrbuch der Jüdisch-Literarischen Gesellschaft, Israelit, Jeschurun, Menorah, Jahrbuch Schleswig-Holsteins und der Hansestädten, Israelitischen Kalender für Schleswig-Holstein und Israelitischen Familienblatt Hamburg.

### Epigraph und Genealoge
Neben seiner Tätigkeit als Rabbiner, Lehrer und Seelsorger sowie als Garnisonsgeistlicher im Ersten Weltkrieg widmete sich Eduard Duckesz der Erforschung der jüdischen Geschichte der Dreigemeinde AHW, dem Verband der Gemeinden Altona, Hamburg und Wandsbek.  Eduard Duckesz verfasste in den 1890er Jahren den Bibliothekskatalog der Alten und Neuen Klaus und transkribierte die Grabinschriften der bekanntesten und bedeutendsten Rabbiner, Dajanim und Gelehrten, die auf dem Jüdischen Friedhof Altona an der Königstrasse und auf dem Jüdischen Friedhof Ottensen ihre letzte Ruhe gefunden hatten. Seine Arbeiten zur hebräischen Inschriftenkunde waren wegweisend. Er befasste sich intensiv mit der jüdischen Genealogie und verfasste für die Mitglieder der Hamburger und Altonaer Jüdischen Gemeinden umfangreiche familienkundliche Studien, von denen einige sich als Typoskripte im Staatsarchiv Hamburg befinden. Weiterhin kopierte er wichtige Grabregister der Hamburger und Altonaer Gemeinden und übernahm 1937 bei der Auflassung des Jüdischen Friedhofs am Grindel eine wichtige Rolle.

## Die Familie Duckesz in der Shoah
Nach den Novemberpogromen 1938 stellte Eduard Duckesz einen Auswanderungsantrag mit dem Reiseziel Niederlande, von dort wollte er weiter nach New York. Am 31. Dezember 1938 emigrierte er in die Niederlande. Aus einer seiner letzten Postkarten geht hervor, dass er wegen eines Unfalls ins jüdische Krankenhaus in Amsterdam eingeliefert werden musste. 1943 wurde er von den deutschen Besatzern in das Durchgangslager Westerbork deportiert und von dort 1944 in das KZ Auschwitz-Birkenau, wo er im Alter von 75 Jahren am 6. März 1944 ermordet wurde. 1943 gratulierte ihm aus New York Carlo Koppel in Unkenntnis seiner Emigrationsgeschichte zum 75. Geburtstag. Seine Tochter Hanna de Lange wurde mit ihrem Mann, dem holländischen Rabbiner Georg de Lange, 1943 ebenfalls nach Westerbork deportiert und später in das Vernichtungslager Sobibor, wo beide kurz nach ihrer Ankunft 1943 ermordet wurden. Die Kinder Esther und Leo emigrierten 1936 in das Völkerbundsmandat für Palästina, Michael 1938 nach Argentinien. Ihr Sohn Max lebte schon seit 1924 in den USA.

## Nachlass
Die Central Archives for the History of the Jewish People in Jerusalem bewahren die Fotosammlung von Eduard Duckesz sowie seinen in den 1890er Jahren verfassten Bibliothekskatalog der Alten und Neuen Klaus. Das Staatsarchiv der Freien und Hansestadt Hamburg besitzt einige seiner unveröffentlichten Manuskripte, das Leopold-Zunz-Archiv einen undatierten Brief.

## Postume Ehrungen

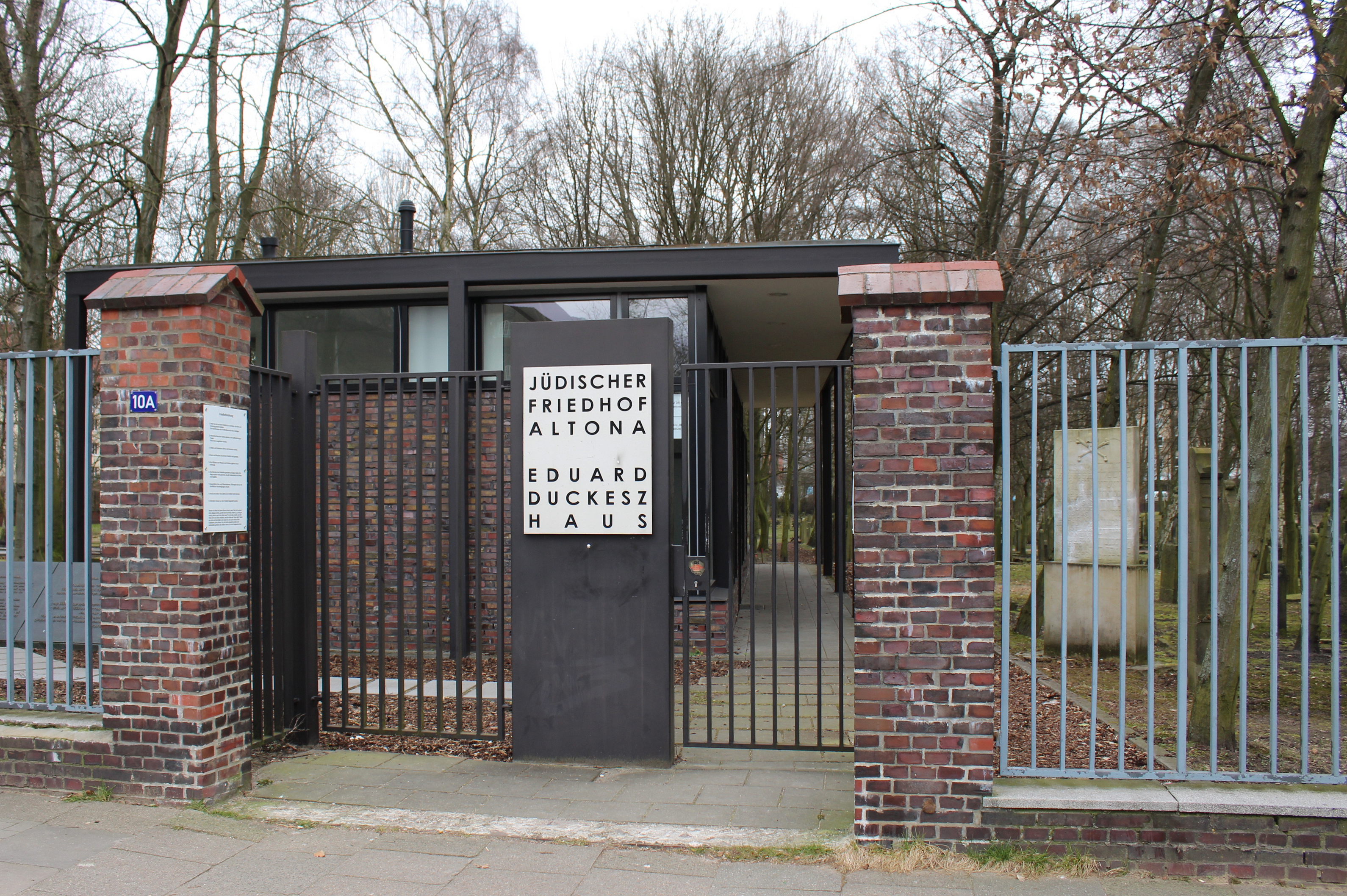
Eduard-Duckesz-Haus

- Seit 2004 erinnert in Altona ein Stolperstein vor dem Haus Biernatzkistraße 14, in dem er einst wohnte, an Eduard Duckesz.[12] Ein weiterer Stolperstein in Erinnerung an ihn wurde am 2. August 2012 vor dem Eingangstor zum Jüdischen Friedhof Altona/Königstraße 10a verlegt.[13]
- Das 2007 eröffnete Besucherzentrum des Jüdischen Friedhofs Altona an der Königstraße in Altona heißt „Eduard-Duckesz-Haus“,[14] auch die dortige Eduard-Duckesz-Bibliothek ist nach ihm benannt.[15]
- Seit 2016 gibt es in Altona-Nord eine Eduard-Duckesz-Straße.[16]

## Eduard-Duckesz-Preis
- Seit 2012 verleiht die Moses Mendelssohn Akademie in Halberstadt alle zwei Jahre den mit 3000 Euro ausgelobten Eduard-Duckesz-Preis.[17]

Preisträger
- 2012 Dov Cohen, Bar-Ilan-Universität
- 2014 Tina Walzer, Wien
- 2016 C. M. Kösemen, Istanbul
- 2019 Tania Maria Garcia Arévalo, Universidad de Granada
- 2021 Elisabeth Güde, Berlin
- 2023 Julia Schneidawind, München
- 2024 Doğa Filiz Subaşı, Universität Ankara; Marta Katarzyna Kacprzak, Universität Warschau

## Werke
- Sefer Iwah leMoschaw. Enthaltend Biographien und Grabstein-Inschriften der Rabbiner der 3 Gemeinden Altona, Hamburg, Wandsbeck. Verlag Eisig Gräber, Krakau 1903, OCLC 457280846[18]
- Chachame AHW. Biographien und Grabstein-Inschriften der Dajanim, Autoren und der sonstigen hervorragenden Männer der 3 Gemeinden Altona, Hamburg, Wandsbeck. Ins Deutsche übertragen von Salomon Goldschmidt. A. Goldschmidt Verlag, Hamburg 1908. (hebräisch und deutsch) vorgestellt werden die „Chachame“, die „Weisen“, d. h. die Gelehrten aus der Geschichte der Dreigemeinde AHW, OCLC 924129825[19]
- Zur Geschichte und Genealogie der ersten Familien der hochdeutschen Israeliten-Gemeinden in Hamburg-Altona. Anlässlich des 250jährigen Stadtjubiläums von Altona. Verlag Max Leßmann, Hamburg 1915, OCLC 970912170
- Geschichte des Geschlechtes Goldschmidt-Oldenburg, Hamburg 1915, OCLC 1018095678
- Zur Genealogie Samson Raphael Hirsch, in: Jahrbuch der Jüdisch-Literarischen Gesellschaft, 1926, OCLC 767821
- Familiengeschichte des Rabbi Lase Berlin in Hamburg. Verlag Max Täschner Nachfolger, Hamburg 1929, OCLC 656748
- Warburg-Familie. Geschichte des Geschlechts Warburg. Bearbeitet von Eduard Duckesz und Otto Hintze. Manuskript, 1928/1929, OCLC 1018092440[20]